# Tysklands damjuniorlandslag i volleyboll
Tysklands damjuniorlandslag i volleyboll representerar Tyskland i juniorsammanhang på damsidan i volleyboll. Dess lag har vanligen tillhört de bästa i Europa. De har vunnit U20-VM 2009 och U18-EM 2007.

## Resultat
| Sport | volleyboll |      |
| Resultat |            |      |
| \| Kronologisk resultatlista \| Kronologisk resultatlista \| Kronologisk resultatlista \| \| ------------------------- \| ------------------------- \| ------------------------- \| \| Pos. \| Tävling \| År \| \| 8 \| U23-VM[1] \| 2013 \| |            |      |
| Redigera uppgifter i faktarutan |            |      |
| Kronologisk resultatlista |            |      |
| Pos. | Tävling    | År   |
| 8 | U23-VM     | 2013 |

| Kronologisk resultatlista | Kronologisk resultatlista | Kronologisk resultatlista |
| ------------------------- | ------------------------- | ------------------------- |
| Pos.                      | Tävling                   | År                        |
| 8                         | U23-VM                    | 2013                      |

| Tävling    | Guld | Silver | Brons |
| U20/U21-VM | 1    | -      | -     |

| Kronologisk resultatlista | Kronologisk resultatlista | Kronologisk resultatlista |
| ------------------------- | ------------------------- | ------------------------- |
| Pos.                      | Tävling                   | År                        |
|                           | U20/U21-VM                | 1991                      |
|                           | U20/U21-VM                | 1993                      |
|                           | U20/U21-VM                | 1995                      |
|                           | U20/U21-VM                | 1997                      |
| 9                         | U20/U21-VM                | 2001                      |
| 5                         | U20/U21-VM                | 2003                      |
| 7                         | U20/U21-VM                | 2007                      |
| 1                         | U20/U21-VM                | 2009                      |

| Tävling    | Guld | Silver | Brons |
| U20/U21-VM | 1    | -      | -     |

| Kronologisk resultatlista | Kronologisk resultatlista | Kronologisk resultatlista |
| ------------------------- | ------------------------- | ------------------------- |
| Pos.                      | Tävling                   | År                        |
|                           | U20/U21-VM                | 1991                      |
|                           | U20/U21-VM                | 1993                      |
|                           | U20/U21-VM                | 1995                      |
|                           | U20/U21-VM                | 1997                      |
| 9                         | U20/U21-VM                | 2001                      |
| 5                         | U20/U21-VM                | 2003                      |
| 7                         | U20/U21-VM                | 2007                      |
| 1                         | U20/U21-VM                | 2009                      |

| Tävling    | Guld | Silver | Brons |
| U19/U20-EM | -    | 1      | 1     |

| Kronologisk resultatlista | Kronologisk resultatlista | Kronologisk resultatlista |
| ------------------------- | ------------------------- | ------------------------- |
| Pos.                      | Tävling                   | År                        |
| 11                        | U19/U20-EM                | 1966                      |
| 11                        | U19/U20-EM                | 1969                      |
| 4                         | U19/U20-EM                | 1971                      |
| 5                         | U19/U20-EM                | 1973                      |
| 5                         | U19/U20-EM                | 1975                      |
| 12                        | U19/U20-EM                | 1977                      |
| 9                         | U19/U20-EM                | 1979                      |
| 8                         | U19/U20-EM                | 1982                      |
| 7                         | U19/U20-EM                | 1984                      |
| 5                         | U19/U20-EM                | 1986                      |
| 9                         | U19/U20-EM                | 1988                      |
| 2                         | U19/U20-EM                | 1990                      |
| 7                         | U19/U20-EM                | 1992                      |
| 3                         | U19/U20-EM                | 1994                      |
| 9                         | U19/U20-EM                | 1996                      |
| 11                        | U19/U20-EM                | 1998                      |
| 5                         | U19/U20-EM                | 2000                      |
| 8                         | U19/U20-EM                | 2002                      |
| 7                         | U19/U20-EM                | 2004                      |
| 5                         | U19/U20-EM                | 2008                      |
| 4                         | U19/U20-EM                | 2010                      |
| 5                         | U19/U20-EM                | 2012                      |
| 7                         | U19/U20-EM                | 2016                      |
| 6                         | U19/U20-EM                | 2018                      |
| 21                        | U18/U19-VM                | 2023                      |

| Tävling    | Guld | Silver | Brons |
| U19/U20-EM | -    | 1      | 1     |

| Kronologisk resultatlista | Kronologisk resultatlista | Kronologisk resultatlista |
| ------------------------- | ------------------------- | ------------------------- |
| Pos.                      | Tävling                   | År                        |
| 11                        | U19/U20-EM                | 1966                      |
| 11                        | U19/U20-EM                | 1969                      |
| 4                         | U19/U20-EM                | 1971                      |
| 5                         | U19/U20-EM                | 1973                      |
| 5                         | U19/U20-EM                | 1975                      |
| 12                        | U19/U20-EM                | 1977                      |
| 9                         | U19/U20-EM                | 1979                      |
| 8                         | U19/U20-EM                | 1982                      |
| 7                         | U19/U20-EM                | 1984                      |
| 5                         | U19/U20-EM                | 1986                      |
| 9                         | U19/U20-EM                | 1988                      |
| 2                         | U19/U20-EM                | 1990                      |
| 7                         | U19/U20-EM                | 1992                      |
| 3                         | U19/U20-EM                | 1994                      |
| 9                         | U19/U20-EM                | 1996                      |
| 11                        | U19/U20-EM                | 1998                      |
| 5                         | U19/U20-EM                | 2000                      |
| 8                         | U19/U20-EM                | 2002                      |
| 7                         | U19/U20-EM                | 2004                      |
| 5                         | U19/U20-EM                | 2008                      |
| 4                         | U19/U20-EM                | 2010                      |
| 5                         | U19/U20-EM                | 2012                      |
| 7                         | U19/U20-EM                | 2016                      |
| 6                         | U19/U20-EM                | 2018                      |
| 21                        | U18/U19-VM                | 2023                      |

| Tävling    | Guld | Silver | Brons |
| U17/U18-EM | 1    | -      | -     |

| Kronologisk resultatlista | Kronologisk resultatlista | Kronologisk resultatlista |
| ------------------------- | ------------------------- | ------------------------- |
| Pos.                      | Tävling                   | År                        |
| 6                         | U17/U18-EM                | 1999                      |
| 4                         | U17/U18-EM                | 2001                      |
| 5                         | U17/U18-EM                | 2003                      |
| 5                         | U17/U18-EM                | 2005                      |
| 1                         | U17/U18-EM                | 2007                      |
|                           | U18/U19-VM                | 2007                      |
| 6                         | U17/U18-EM                | 2009                      |
| 10                        | U18/U19-VM                | 2009                      |
| 4                         | U17/U18-EM                | 2011                      |
| 5                         | U18/U19-VM                | 2011                      |
| 7                         | U17/U18-EM                | 2013                      |
| 6                         | U17/U18-EM                | 2015                      |
| 6                         | U18/U19-VM                | 2015                      |
| 6                         | U17/U18-EM                | 2017                      |
| 6                         | U18/U19-VM                | 2017                      |

| Tävling    | Guld | Silver | Brons |
| U17/U18-EM | 1    | -      | -     |

| Kronologisk resultatlista | Kronologisk resultatlista | Kronologisk resultatlista |
| ------------------------- | ------------------------- | ------------------------- |
| Pos.                      | Tävling                   | År                        |
| 6                         | U17/U18-EM                | 1999                      |
| 4                         | U17/U18-EM                | 2001                      |
| 5                         | U17/U18-EM                | 2003                      |
| 5                         | U17/U18-EM                | 2005                      |
| 1                         | U17/U18-EM                | 2007                      |
|                           | U18/U19-VM                | 2007                      |
| 6                         | U17/U18-EM                | 2009                      |
| 10                        | U18/U19-VM                | 2009                      |
| 4                         | U17/U18-EM                | 2011                      |
| 5                         | U18/U19-VM                | 2011                      |
| 7                         | U17/U18-EM                | 2013                      |
| 6                         | U17/U18-EM                | 2015                      |
| 6                         | U18/U19-VM                | 2015                      |
| 6                         | U17/U18-EM                | 2017                      |
| 6                         | U18/U19-VM                | 2017                      |

| Tävling    | Guld | Silver | Brons |
| U17/U18-EM | -    | -      | 1     |

| Kronologisk resultatlista | Kronologisk resultatlista | Kronologisk resultatlista |
| ------------------------- | ------------------------- | ------------------------- |
| Pos.                      | Tävling                   | År                        |
| 7                         | U17/U18-EM                | 2018                      |
| 3                         | U17/U18-EM                | 2022                      |
| 13                        | U16/U17-EM                | 2023                      |

| Tävling    | Guld | Silver | Brons |
| U17/U18-EM | -    | -      | 1     |

| Kronologisk resultatlista | Kronologisk resultatlista | Kronologisk resultatlista |
| ------------------------- | ------------------------- | ------------------------- |
| Pos.                      | Tävling                   | År                        |
| 7                         | U17/U18-EM                | 2018                      |
| 3                         | U17/U18-EM                | 2022                      |
| 13                        | U16/U17-EM                | 2023                      |

| Webbplats | http://www.volleyball-verband.de/de/s/portal/ |      |
| Sport | volleyboll                                    |      |
| Resultat |                                               |      |
| \| Kronologisk resultatlista \| Kronologisk resultatlista \| Kronologisk resultatlista \| \| ------------------------- \| ------------------------- \| ------------------------- \| \| Pos. \| Tävling \| År \| \| 7 \| U16/U17-EM[32] \| 2019 \| |                                               |      |
| Redigera uppgifter i faktarutan |                                               |      |
| Kronologisk resultatlista |                                               |      |
| Pos. | Tävling                                       | År   |
| 7 | U16/U17-EM                                    | 2019 |

| Kronologisk resultatlista | Kronologisk resultatlista | Kronologisk resultatlista |
| ------------------------- | ------------------------- | ------------------------- |
| Pos.                      | Tävling                   | År                        |
| 7                         | U16/U17-EM                | 2019                      |